# Marzanna Jagiełło
Marzanna Jolanta Jagiełło (ur. 1960 w Wołowie) – polski naukowiec, specjalistka z zakresu architektury XVI-XIX w. oraz konserwacji zabytków i rewaloryzacji architektury. Profesor nadzwyczajny Politechniki Wrocławskiej (PWr.), kierownik Zakładu Konserwacji i Rewaloryzacji Architektury na Wydziale Architektury PWr.
Stopień doktora nauk technicznych w zakresie architektury i urbanistyki uzyskała rozprawą Architektura wrocławskich establissements 1997), zaś habilitację - rozprawą Sgraffita na Śląsku 1540-1650 w 2003. Członek Stowarzyszenia Konserwatorów Zabytków i Międzynarodowej Rady Ochrony zabytków (ICOMOS).

## Kierowane prace badawczo naukowe
- Renesansowe i manierystyczne sgraffita figuralne na Śląsku (2012)
- Ogrody w grafikach Salomona Kleinera (2012)
- Przedstawienie ogrodów na grafikach Michaela Weninga (2011)
- Działalność Petera Josepha Lennégo i innych projektantów ogrodów na terenie Kotliny Jeleniogórskiej w XIX w. (Mysłakowice, Wojanów, Łomnica i Karpniki) (2011)
- Przegląd i analiza materiałów archiwalnych i bibliograficznych na temat wystaw i ekspozycji ogrodniczych we Wrocławiu (2010)